# Gianni Alemanno
Pour les articles homonymes, voir Alemanno.
Giovanni Alemanno, né le 3 mars 1958 à Bari, est un homme politique italien, maire de Rome de 2008 à 2013.
Membre de l'Alliance nationale puis du Peuple de la liberté, il devient maire de Rome le 28 avril 2008. Il quitte le Peuple de la liberté pour Frères d'Italie - Alliance nationale en 2013. Auparavant, il a été ministre chargé de la Politique agricole et forestière, dans les gouvernements Silvio Berlusconi II et III. Il perd les élections municipales en 2013.

## Biographie

### Jeunesse
Giovanni Alemanno passe sa petite enfance à Bari, puis déménage à Rome à l'âge de 12 ans. Ayant obtenu son doctorat en ingénierie pour l'environnement et le territoire en 2004, il est journaliste.

### Vie familiale
Depuis 1992, Gianni Alemanno est marié à Isabella Rauti, fille du politique néofasciste Pino Rauti, avec qui il a un fils.

### Parcours politique

#### Jeunesse
Ayant appartenu au parti Mouvement social italien, il est élu secrétaire départementale du Front de la jeunesse, mouvement politique des jeunes du MSI. Il est arrêté en novembre 1981 pour participation à l'agression d'un étudiant de 23 ans, mais il est ensuite relaxé. En 1982, il est arrêté pour avoir lancé un cocktail Molotov contre l'ambassade de l'Union soviétique à Rome, et condamné à huit mois de prison, puis relaxé pour ne pas avoir commis les faits. Six ans plus tard, en 1988, il devient secrétaire national du Front de la jeunesse, en succédant à Gianfranco Fini ; il conserve ce poste jusqu'en 1991. En 1989, il est arrêté à Nettuno pour « résistance aggravée à un officier de la force publique », pour « manifestation non autorisée » et pour « tentative de blocage d'un cortège officiel », celui du président américain George H. W. Bush : il est une fois de plus relaxé.

#### Député de l'Alliance nationale
Abandonnant peu à peu ses positions extrémistes, Gianni Alemanno est élu, en 1994, député dans la 19e circonscription du Latium au scrutin majoritaire. Réélu en 1996, 2001, 2006 et 2008, il démissionne après son élection à la Mairie de Rome, pour respecter la loi sur le cumul des mandats. Il est aussi conseiller régional du Latium de 1990 à 1994 et conseiller municipal de Rome de 2006 à 2008 (en 2006, candidat à la Mairie contre Walter Veltroni, il avait été sévèrement battu).

#### Maire de Rome

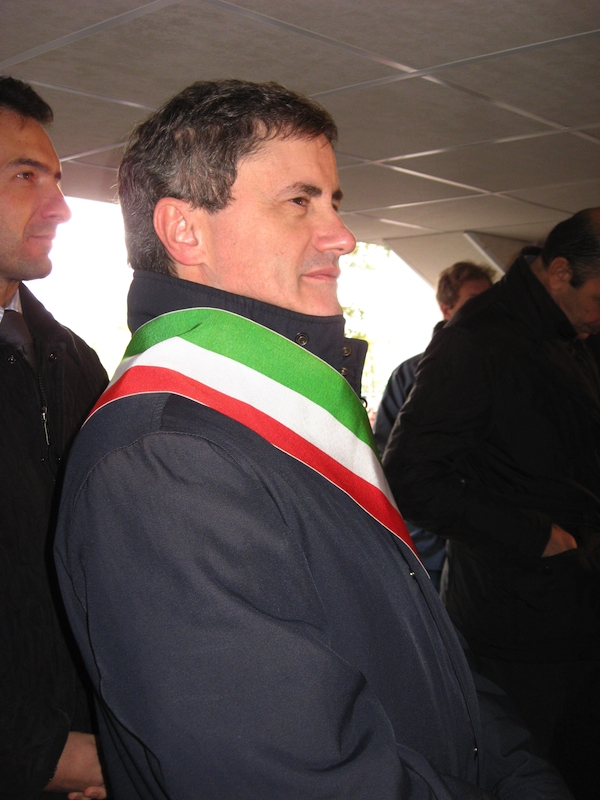
Gianni Alemanno, maire de Rome, en novembre 2009.

Le 14 avril 2008, candidat du Peuple de la liberté (droite) et soutenu personnellement par Silvio Berlusconi, il parvient, à la surprise générale, à mettre en ballotage le candidat du Parti démocrate. Quinze jours plus tard, au terme d'une campagne dominée par le thème de l'insécurité, Gianni Alemanno est élu maire de Rome avec 53,7 % des voix, face à Francesco Rutelli.
Peu après son élection, il déclare à Rai News 24, au sujet de la Gay Pride de Rome, avoir du « respect » pour les personnes homosexuelles, mais « craindre » que la Gay Pride soit de l'« exhibitionnisme sexuel », ce à quoi il s'oppose. Il promet d'en discuter au conseil municipal pour tenter « de trouver une formule qui n'offense personne », et précise aussi qu'« au sein du centre droit, existe une culture libérale qui ne met pas en discussion les comportements, les libertés individuelles et le respect de la vie privée ».
Le 9 février 2009, Gianni Alemanno fait « citoyen d'honneur » de Rome le 14e dalaï-lama, et déclare à cette occasion : « Nous demandons avec force, à vos côtés, la pleine reconnaissance de l'autonomie de la nation tibétaine ».
Il est battu par le candidat de gauche Ignazio Marino lors des élections municipales de 2013.

### Affaires judiciaires
Début décembre 2014, il est mis en examen pour connivence présumée avec la mafia dans une vaste enquête mettant en cause personnalités politiques (dont plusieurs conseillers municipaux de son successeur de gauche, Ignazio Marino), fonctionnaires et policiers. Soupçonné de corruption pour avoir reçu 125 000 euros, il est condamné en première instance à six ans d'emprisonnement en 2019.